# Georg Thegen
Georg Thegen (* 8. Januar 1651 in Königsberg (Preußen); † 16. Januar 1729 ebenda) war ein deutscher Philosoph und Mathematiker.

## Leben
Georg war der Sohn des Kaufmanns Johann Thegen und dessen Frau Dorothea, Tochter des Sekretärs und Pronotars Georg Stephani. Er hatte anfänglich die altstädtische Stadtschule seiner Heimatstadt besucht und nebenher Privatunterricht durch einen Informator erhalten. 1668 bezog er unter dem Rektorat des Geschichtsprofessors Jacob Tyder die Universität Königsberg, um sich einem Studium der philosophischen Wissenschaften zu widmen. Hier besuchte er die Vorlesungen von Besselio, Landenberg, Andreas Concius (auch Cuncius, 1628–1682), Rücker, Bartholomäus Goldbach (1640–1708), Vogt und Georg Wosegin (1624–1705). 
1673 begab er sich auf eine Reise, die ihn über Danzig und Stettin an die Universität Greifswald führte. Hier besuchte er die Vorlesungen von Johannes Michaelis (1612–1674), Abraham Battus (1606–1674), Matthaeus Tabbert (1625–1675) und Albert Vogt (1634–1676). Seine Studien setzte er an der Universität Rostock fort, wo Franz Wolff (1644–1710), August Varenius (1620–1684) und Heinrich Müller seine Lehrer wurden. Am 12. November 1674 erwarb er den akademischen Grad eines Magisters der Philosophie und erhielt die Erlaubnis, über Mathematik, Philosophie, Geographie und Geschichte Vorlesungen zu halten. 
Nachdem er fast zwei Jahre in Rostock Vorlesungen gehalten hatte, dachte er daran in seine Heimatstadt zurückzukehren. Jedoch wollte er sich noch die Hansestädte Wismar, Lübeck und Hamburg anschauen. Zudem besichtigte er auch die sächsischen Akademien in Jena, Leipzig und Wittenberg. 1676 war er in seinen Geburtsort zurückgekehrt, wo er am 18. Juni von dem damaligen Dekan Andreas Hodio in die philosophische Fakultät der Königsberger Hochschule berufen wurde. 1679 hatte er einen Ruf als Diakon an die Altstädter Kirche erhalten, die er jedoch ablehnte. 
Er wollte sich mehr auf einen akademischen Werdegang konzentrieren. Noch im selben Jahr übernahm er am 29. August die ordentliche Professur der praktischen Philosophie, die er bis in das fünfzigste Jahr ausübte. Der Senior der Akademie wurde kurz vor seinem Lebensende emeritiert. Während seiner Zeit als Hochschullehrer beteiligte er sich auch an den organisatorischen Aufgaben der Königsberger Hochschule beteiligt und hatte fünf Mal in den Jahren 1694, 1702, 1710, 1718 sowie 1726 das Rektorat der Alma Mater übernommen. 
Thegen hatte am 28. Februar 1686 Anna Dorothea Hellwig geheiratet. Diese war Tochter des Gerichtsverwandten der Altstadt Jakob Hellwig (* 24. Januar 1635; † 13. Juni 1686) und dessen Frau Anna (* 13. Dezember 1648; † 18. Februar 1681), Tochter des Bürgermeisters der Altstadt Daniel Kenckel.

## Werke
- De recta ratione in negoriis civilibus. Königsberg 1677
- Theses de numero plaetarum, de relluris figura et quantitate de 4 problemathum dialectis generibus, de 5 sophistarum scopis. 1677
- De jure primogenturae. 1677
- De summon malo. 1678
- Theses politicae XIV. 1679
- De bonitate naturae. 1680
- De auditore acroamatico.
- Priogenitis eorumque jure
- Disp de aristocratia
- De eversione rerumpublicarum
- De quaestione: Utrum Judaei in bene constitura republica tolerandi?
- De jure region ex I Sam. XVIII, 10 sqq.
- De prognostico status rerumpublicarum
- De ultimo fine hominis
- De quaestione: utrum sint facienda mala, ut inde evaniant bona?
- De quaestione: utrum vir fortis in bello mortem an captivitatem eligere debat?
- De ostracism
- De exposition infantum
- De statu hominis naturali
- De optima ex voto republica
- De annulorum in republica usu
- De actionibus homnium in se et natura sua non ex legis prohibition malis
- De electore sui ipsius in Magistratum.
- De corona
- De utilitate propri in republica licita
- De quaestione: utrumAristoteles propic caede mortuus sit nec ne?
- De imperio hominem naturali
- De quaestione: an status hominis naturalis belli sit an pacis?